# Římskokatolická farnost Radiměř
Římskokatolická farnost Radiměř je jedno z územních společenství římských katolíků v děkanátu Svitavy s farním kostelem svaté Anny v děkanátu Svitavy.

## Historie farnosti
Historická zemská hranice Čech a Moravy podélně rozděluje celou obec, procházejíc její zástavbou od západního konce k východnímu konci, na dvě části, které byly dříve samostatnými obcemi: vesnici Českou Radiměř a bývalý městys Moravskou Radiměř.
První listinná zmínka je z roku 1291 (Radmels). V průběhu staletí se hranice Čech a Moravy drobně proměňovaly (v závislosti na majetkových poměrech a zvětšování/zmenšování jednotlivých panství) a taková změna se dotkla i Radiměře. Roku 1512 byla vesnice Radiměř rozdělena na dvě, z nichž jižní část (Česká Radiměř) zůstala v Čechách, kdežto severní část (Moravská Radiměř) připadla Moravě. Moravská Radiměř se později stala městysem. Obě obce však náležely do stejné církevní provincie, jíž byla a dodnes je Moravská církevní provincie.

## Duchovní správci
Současným farářem je od prosince 2014 R. D. Mgr. Pavel Michut.

## Bohoslužby
| Kostel     | Místo   | Bohoslužba (den) | Hodina | Poznámka     |
| ---------- | ------- | ---------------- | ------ | ------------ |
| svaté Anny | Radiměř | neděle           | 10.30  | Farní kostel |

## Aktivity farnosti
Každoročně se ve farnosti koná tříkrálová sbírka, v roce 2016 se při ní vybralo v Radiměři 22 939 korun.